# Allantodia kawakamii
Allantodia kawakamii là một loài thực vật có mạch trong họ Woodsiaceae. Loài này được (Hayata) Ching miêu tả khoa học đầu tiên năm 1964.